# Arta
Arta (řecky: Περιφερειακή ενότητα Άρτας) je hlavním městem stejnojmenného okresu v kraji Epirus v západním Řecku. V roce 2011 zde žilo 43 166 obyvatel. Město leží na levém břehu řeky Arachtos v místě starověké Ambrakie, korintské osady, po níž je pojmenován Ambrakijský záliv.

## Historie
Jako korintská kolonie byla pod jménem Ambrakia založena kolem roku 640 př. n. l., ale největšího významu v antickém období dosáhla v roce 297 př. n. l. jako hlavní město Epiru a rezidence krále Pyrrha. Po Augustově vítězství u Aktia roku 31 př. n. l. však byla zničena a její obyvatelstvo bylo přesídleno do nově založené Nikopole.
Dalšího rozkvětu se Arta dožila až ve středověku. Ve 13. století se stala hlavním městem tzv. Epirského despotátu (despótes byl titul užívaný v Byzantské říši ve významu gubernátor), který byl ovládaný příbuznými konstantinopolské císařské dynastie. Ti dokonce, po obsazení Konstantinopole křižáky roku 1204, dočasně užívali císařský titul.
V roce 1318 připadla Arta křižáckému hrabství Kefalenia, v roce 1340 nakrátko Byzanci, když se Paleologům předtím konečně podařilo vyhnat z Konstantinopole křižáky, ale hned nato se jí zmocnili Srbové a připojili ji ke svému knížectví v Ioánnině. Roku 1449 ji obsadili Turci a součástí Osmanské říše zůstala pod jménem Narda až do roku 1881.

## Památky
Typicky balkánské město s rušným orientálním tržištěm je známé především středověkými památkami.
Chrám Panny Marie Utěšitelky (Panagía Parigoritísa) je nejvýstavnější z nich a stojí na malé vyvýšenině v severní části města. Byl postaven v letech 1283-96 z popudu despóty Nikifóra jako obvyklá centrála na půdorysu rovnoramenného kříže. Ale na rozdíl od jiných byzantských staveb je dvoupatrový. Zcela netypická je konstrukce chrámu: pilíře nesoucí 24 m vysokou kupoli se skládají ze tří pater na sebe navazujících částí, sestavených převážně z druhotně použitého materiálu. Zejména mohutné monolitické sloupy a jejich pahýly naznačují místo původní antické Nikopolis. V moderní době byly v kupoli odhaleny cenné mozaiky ze 13. století a na stěnách fresky ze 16. století. Zajímavý je i ikonostas s obrazem Panny Marie Utěšitelky, patronky chrámu.
Malý kostel Agia Theódora blízko centra je méně výstavný, ale stejně starý a významem přinejmenším rovnocenný. Založila jej Nikiforova matka Theodora, svatořečená po smrti svého manžela, despóty Michaela II., který byl roku 1271 zavražděn. V předsíni chrámu se nachází její hrob se sarkofágem ozdobeným cennými reliéfy. Mimo jiné je zde vyobrazena i sama Theodora s malým synem. Žezlo v pravici a žehnající gesto levé ruky, stejně jako oděv kombinující císařské roucho s hábitem jeptišky ji představují jako vladařku i světici zároveň.
K dalším pozoruhodnostem ve městě patří kostel Ágios Basilios a klášter Vlacherna ze 13. století při cestě směrem na Amfilochia. Nápadný je i hrad nad městem, založený také ve 13. století, ale později přestavěný.
Zcela výjimečnou památkou je starý turecký most ze 17. století, který se klene přes řeku Arachthos se čtyřmi odvážnými oblouky. Půlkruhové klenutí a typicky římské propusti v pilířích ukazují, jak živá byla i v tureckém prostředí římská tradice. K mostu se váže pověst o zaživa zazděné manželce stavitele, který prý nebyl s to přemoci řeku, jež každou noc ničila započaté dílo. Jakýsi pták mu nakonec poradil krutou oběť. Taková pověst ale provází na Balkáně mnoho obdivuhodných technických děl.